# Bekaril
Bekaril ist ein Stadtteil der osttimoresischen Landeshauptstadt Dili. Er liegt im Osten der Stadt, an der Bucht von Dili, im Suco Meti Aut (Verwaltungsamt Cristo Rei, Gemeinde Dili).

## Lage und Einrichtungen
Bekaril liegt in der Mitte des Sucos Meti Aut, an der Bucht von Dili. Der Stadtteil nimmt die gesamte Küste der Aldeia Carungu Lau ein und reicht noch in die nördliche Nachbar-Aldeia Fatu Cama, bis die Küstenstraße Avenida de Metiaut sich kurz nach der Grenze in die am Ufer entlang laufende Avenida de Areia Branca und die ein Stück noch parallel im Landesinneren verlaufende Avenida 28 de Novembro aufteilt.
Entlang der Avenida de Metiaut und den kurzen Seitenstraßen gruppieren sich die bebauten Flächen des Stadtviertels. Die dahinter liegenden ansteigenden Hügel sind unbesiedelt. In Bekaril befindet sich die Kapelle Metiaut.